# محوطه شور تپه ۱
محوطه شور تپه ۱ مربوط به سده‌های میانه دوران‌های تاریخی پس از اسلام است و در شهرستان ملکان، بخش مرکزی، دهستان گاودول غربی، غرب روستای تازه قلعه واقع شده و این اثر در تاریخ ۲۷ بهمن ۱۳۸۷ با شمارهٔ ثبت ۲۴۷۷۹ به‌عنوان یکی از آثار ملی ایران به ثبت رسیده است.